# Asphondylia clematidis
Asphondylia clematidis är en tvåvingeart som beskrevs av Ephraim Porter Felt 1935. Asphondylia clematidis ingår i släktet Asphondylia och familjen gallmyggor. Inga underarter finns listade i Catalogue of Life.